# 오덴세 BK

오덴세 BK(덴마크어: Odense Boldklub, OB)는 1887년에 창단된 덴마크의 축구 클럽이다. 연고지는 덴마크에서 세 번째로 큰 도시인 오덴세이다. 오덴세는 덴마크 슈퍼리가 우승 3회, 덴마크 컵 우승 기록 5회가 있다.

## 역대 성적
- 덴마크 슈퍼리가 : 3

1977, 1982, 1989
- 덴마크 컵 : 5

1983, 1991, 1993, 2002, 2007
- UEFA 인터토토컵 : 1

2006
- 덴마크 슈퍼리가에서 50시즌
- 덴마크 1부 리그에서 16시즌
- 덴마크 2부 리그에서 1시즌

## 선수 명단

### 현역
참고: FIFA 자격 규정에 따라 소속된 국가대표팀 국기를 표시합니다. 선수는 복수의 FIFA 비회원국 국적을 가지고 있을 수 있습니다.
| 번호 | 포지션 | 국적   | 이름                 |
| ---- | ------ | ------ | -------------------- |
| 2    | DF     | 태국   | 니콜라스 미켈손      |
| 7    | MF     |        | 톰 트리불            |
| 10   | FW     | 아이티 | 루이시어스 돈 디드슨 |

| 번호 | 포지션 | 국적   | 이름            |
| ---- | ------ | ------ | --------------- |
| 24   | DF     | 감비아 | 야히아 보장왕   |
| 25   | DF     |        | 니콜라스 뷔르지 |

## 역대 감독
| 감독               | 임기        |
| ------------------ | ----------- |
| 리샤르 묄레르 닐센 | 1964 ~ 1968 |
| 리샤르 묄레르 닐센 | 1975 ~ 1985 |